# Bulletin Mensuel de la Société Linnéenne de Paris
Bulletin Mensuel de la Société Linnéenne de Paris (abreviado Bull. Mens. Soc. Linn. Paris) es una revista ilustrada con descripciones botánicas que fue editada por la Société linnéenne de Paris desde 1874 a 1899.